# Царацар
Царацар е река в Североизточна България, област Разград – общини Самуил, Исперих и Завет и област Силистра – общини Главиница и Тутракан, десен приток на Дунав (влива се в него като суходолие). Дължината ѝ е 108 km, която ѝ отрежда 25-о място сред реките на България.
Река Царацар води началото си под името Карапанча от извор-чешма (на 382 m н.в.), разположена в югозападната част на село Хърсово, община Самуил, в северната част на Самуиловските височини. Тече в дълбока каньоновидна долина, всечена в аптски варовици, най-напред на север до ловно стопанство „Ирихисар“, след това на североизток до град Главиница, завива на запад до шосето Кубрат – Тутракан и отново на север – до устието си. След село Стефан Караджа, община Главиница пресъхва и от там нататък продължава като суходолие. Влива се отдясно в река Дунав (на 435-и км), на 11 m н.в., западно от Тутракан, срещу българският остров Радецки. Реката изцяло протича на територията на историко-географската област Лудогорие.
Площта на водосборния басейн на река Царацар е 1062,2 km2, което представлява 0,1% от водосборния басейн на Дунав. В нея отляво се вливат два основни притока: Во̀йна (Лудня) и Чаирлък (Текедере).
Царацар е с основно дъждовно-снежно подхранване, но се подхранва и от множество карстови извори, които са частично каптирани, и които допринасят за разлика от останалите реки в Лудогорието и Добруджа, тя да има вода в коритото си много по-надолу от останалите. Въпреки всичко средният годишен отток при село Малък Поровец е много малък – едва 0,063 m3/s.
По течението на реката са разположени 9 села:
- Област Разград

- Община Самуил – Хърсово;
- Община Исперих – Голям Поровец, Малък Поровец, Драгомъж;
- Община Завет – Иван Шишманово;

- Област Силистра

- Община Главиница – Осен, Стефан Караджа;
- Община Тутракан – Белица, Старо село.

В горното и особено в долното течение на реката водите ѝ се използват за напояване, като по самата река и по няколко от нейните притоци са изградени множество микроязовири.
В землището село Старо село, на протежение от 9,6 km по долината на реката преминава част от второкласен път № 49 от Държавната пътна мрежа Търговище – Разград – Тутракан.
В местността „Сборяново“, край село Свещари, община Исперих се намира мюсюлманското светилище „Демир баба теке“ и тракийска гробница (Свещарска гробница). В границите на ловното стопанство „Ирихисар“ по отвесните скалисти брегове на реката има множество естествени пещери и интересни скални образувания.

## Топографска карта
- Лист от карта K-35-18. Мащаб: 1 : 100 000.
- Лист от карта K-35-6. Мащаб: 1 : 100 000.
- Лист от карта L-35-138. Мащаб: 1 : 100 000.